# Leona Michalski
Leona Michalski (* 14. Juni 2002 in Gelsenkirchen) ist eine deutsche Badmintonspielerin.

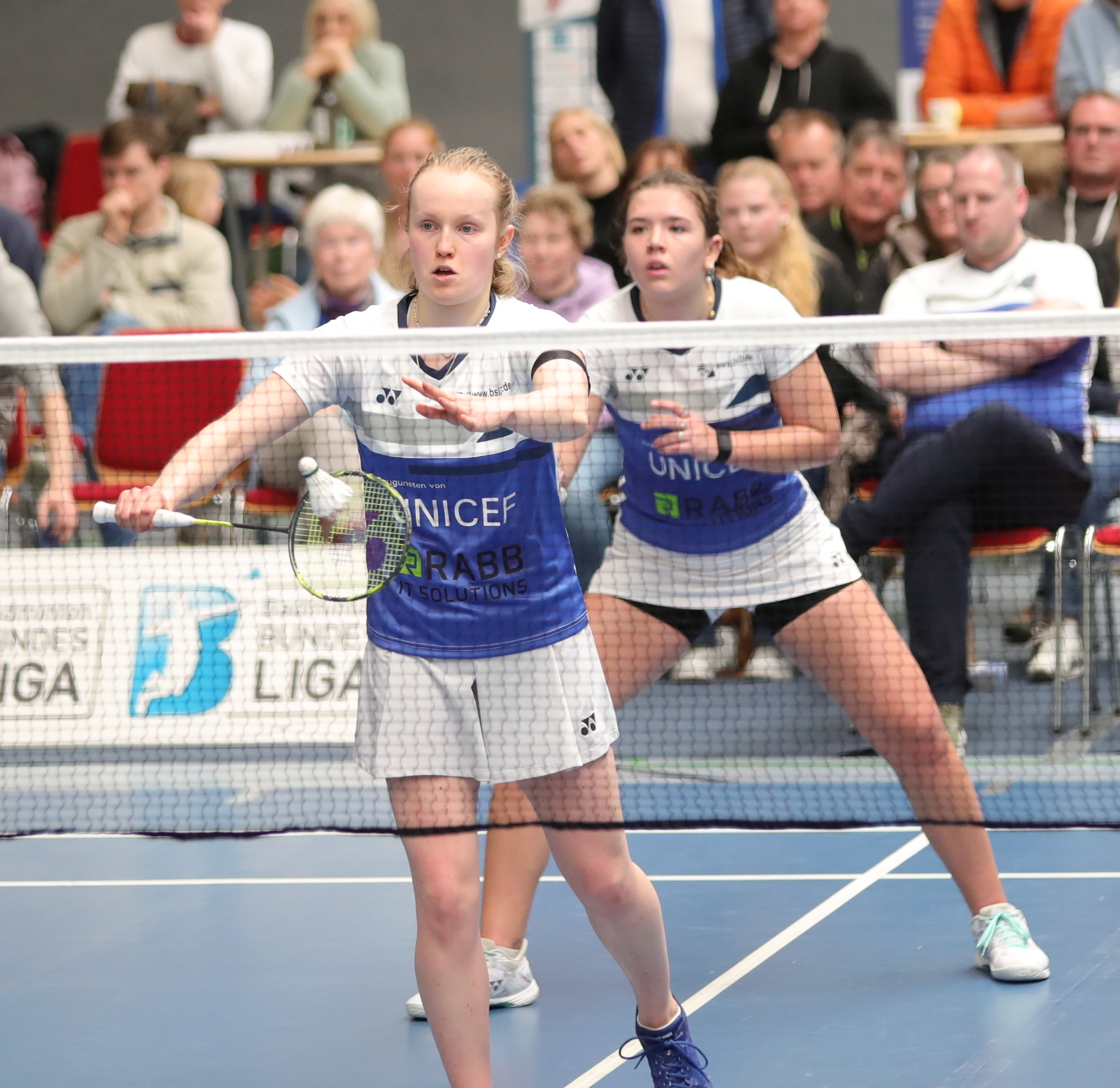
Leona Michalski (vorn) und Julia Meyer

## Karriere
Michalski begann 2009 beim PSV Gelsenkirchen Badminton zu spielen. In der U13-Altersklasse wurde sie nach einem Sichtungslehrgang in den Landeskader von Nordrhein-Westfalen aufgenommen. 2014 lief sie bei dem Danish Junior Cup zum ersten Mal für die deutsche Juniorennationalmannschaft auf und erreichte im Teamwettbewerb den zweiten Platz. Bei den Nachwuchsmeisterschaften gewann Michalski 2015 im Damendoppel ihren ersten nationalen Titel und erreichte im Jahr darauf mit ihrem Verein eine Podiumsplatzierung bei den nationalen Nachwuchsmannschaftsmeisterschaften. Im selben Jahr zog sie nach Hamburg, um am Olympiastützpunkt Hamburg/Schleswig-Holstein trainieren zu können und trat in der Zeit für die SpVg Sterkrade-Nord in der Regionalliga an. Im folgenden Jahr nahm Michalski an der Jugendeuropameisterschaft 2017 im Einzel und Mixed teil und gewann bei den Nachwuchsmeisterschaften in der Altersklasse U15 in drei Disziplinen. Bei der Juniorenmeisterschaft und der Nachwuchsmeisterschaft wurde sie 2018 mit Thuc Phuong Nguyen erneut deutsche Meisterin im Damendoppel.
2019 erreichte Michalski im Erwachsenenbereich Podiumsplatzierungen bei internationalen Turnieren, wie den Latvia International und den German International, gewann wie im Vorjahr im Jugendbereich die Belgian Juniors und bei den Juniorenmeisterschaften die Titel im Einzel und Damendoppel. Außerdem zog sie bei der Juniorenweltmeisterschaft ins Achtelfinale ein. Nach ihrem Schulabschluss wechselte Michalski im Februar 2020 zum Bundesligisten TV Refrath und debütierte im Oktober 2020 in der Bundesliga im Damendoppel mit Kilasu Ostermeyer. Bei der Junioreneuropameisterschaft gewann Michalski mit Thuc Phuong Nguyen die Silbermedaille und wurde unter anderem wegen dieser Leistung zu Beginn des Jahres 2021 in den Perspektivkader der deutschen Nationalmannschaft aufgenommen. Bei den deutschen Meisterschaften erreichte sie mit Franziska Volkmann den dritten Platz. Mit ihrer neuen Partnerin fürs Damendoppel, Annabella Jäger, erreichte sie 2021 bei drei Wettkämpfen Plätze unter den besten drei, bevor sie im Jahr darauf bei den Réunion Open und den Malta International ihre ersten internationalen Titel gewann. An der Seite von Volkmann zog sie 2022 erstmals ins Endspiel der nationalen Titelkämpfe ein, unterlag jedoch in drei Sätzen gegen Emma Moszczynski und Stine Küspert. Im Folgejahr triumphierte Michalski im Damendoppel bei der Deutschen Meisterschaft und siegte mit Malik Bourakkadi bei den Bonn International.

## Erfolge
| Jahr | Veranstaltung                       | Platz | Disziplin   | Spielpartner       |
| ---- | ----------------------------------- | ----- | ----------- | ------------------ |
| 2018 | Deutsche Juniorenmeisterschaft 2018 | 1.    | Damendoppel | Thuc Phuong Nguyen |
| 2018 | Belgian Juniors 2018                | 1.    | Damendoppel | Thuc Phuong Nguyen |
| 2019 | German International 2019           | 2.    | Damendoppel | Thuc Phuong Nguyen |
| 2019 | Belgian Juniors 2019                | 1.    | Mixed       | Aaron Sonnenschein |
| 2020 | Deutsche Juniorenmeisterschaft 2020 | 1.    | Damendoppel | Emma Moszczynski   |
| 2020 | Deutsche Juniorenmeisterschaft 2020 | 2.    | Mixed       | Aaron Sonnenschein |
| 2020 | Deutsche Juniorenmeisterschaft 2020 | 1.    | Dameneinzel |                    |
| 2020 | Junioreneuropameisterschaften 2021  | 2.    | Damendoppel | Thuc Phuong Nguyen |
| 2021 | Italian International 2021          | 2.    | Damendoppel | Annabella Jäger    |
| 2021 | Deutsche Meisterschaft 2021         | 3.    | Damendoppel | Franziska Volkmann |
| 2022 | Réunion Open 2022                   | 1.    | Damendoppel | Annabella Jäger    |
| 2022 | Malta International 2022            | 2.    | Damendoppel | Julia Meyer        |
| 2022 | Malta International 2022            | 1.    | Mixed       | Malik Bourakkadi   |
| 2022 | Deutsche Meisterschaft 2022         | 2.    | Damendoppel | Franziska Volkmann |
| 2023 | Bonn International 2023             | 1.    | Mixed       | Malik Bourakkadi   |
| 2023 | Estonian International 2023         | 2.    | Mixed       | Malik Bourakkadi   |
| 2023 | Deutsche Meisterschaft 2023         | 1.    | Damendoppel | Franziska Volkmann |